# Naşīr
Naşīr (persiska: نصیر, Kalāteh-ye Naşīr) är en ort i Iran.   Den ligger i provinsen Khorasan, i den östra delen av landet, 700 km öster om huvudstaden Teheran. Naşīr ligger 1 614 meter över havet och antalet invånare är 252.
Terrängen runt Naşīr är kuperad västerut, men österut är den platt.Runt Naşīr är det glesbefolkat, med 10 invånare per kvadratkilometer. Närmaste större samhälle är Qā'en, 14,5 km öster om Naşīr. Omgivningarna runt Naşīr är i huvudsak ett öppet busklandskap.